# Centar Zsupa
Centar Zsupa (macedónul Центар Жупа) az azonos nevű község székhelye Észak-Macedóniában.

## Népesség
Centar Zsupának 2002-ben 1 040 lakosa volt, melyből 714 török, 80 macedón, 4 albán.
Centar Zsupa községnek 2002-ben 6 519 lakosa volt, melyből 5 226 török (80,2%), 814 macedón (12,5%), 454 albán (7%), 25 egyéb.

## A községhez tartozó települések
- Centar Zsupa
- Bajramovci,
- Balanci,
- Brestani,
- Brostica,
- Vlaszityi,
- Golem Papradnik,
- Gorenci (Centar Zsupa),
- Gorno Melnicsani,
- Dolgas,
- Dolno Melnicsani,
- Evla (Centar Zsupa),
- Elevci,
- Zsitineni,
- Kocsista,
- Kodzsadzsik,
- Mal Papradnik,
- Novak (Centar Zsupa),
- Oszolnica,
- Odzsovci,
- Paresi,
- Pralenik,
- Crno Boci.